# كارلوس أورتيغا بيريز
كارلوس أورتيغا بيريز (بالإسبانية: Carlos Ortega Pérez)‏ هو لاعب كرة قدم مكسيكي، ولد في 15 ديسمبر 1989.